# Есипов, Андрей Сергеевич
Андрей Сергеевич Есипов (фр. Andrei Esipov; род. 9 мая 1980, Москва) — российский, французский хоккеист, защитник. Мастер спорта России. Тренер.

## Биография
Воспитанник СДЮШОР «Крылья Советов». В сезонах 1995/96 — 1997/98 играл за «Крылья Советов-2», в сезоне 1996/97 провёл один матч в РХЛ. Выступал за ХК ЦСКА (1998/99), за клубы Суперлиги «Крылья Советов» (1998/99), «Торпедо» / «Локомотив» Ярославль (1999/2000 — 2001/02), «Торпедо» НН (2001/02), «Лада» Тольятти (2002/03 — 2005/06), «Металлург» Новокузнецк (2005/06 — 2006/07). С сезона 2007/08 — в череповецкой «Северстали», в составе которой в следующем сезоне дебютировал в КХЛ. Также играл в КХЛ за «Ладу» (2008/09 — 2009/10), «Металлург» Новокузнецк (2010/11). Выступал в ВХЛ за «Донбасс» (Украина, 2011/12), «Сокол» Красноярск (2013/14). В сезоне 2012/13 играл в чемпионате Украины за «Донбасс-2».
С 2014 года — во Франции, где выступал за клубы «Бордо» (2014/15 — 2016/17), «Мюлуз» (2017/18 — 2020/21), «Мец» (2021/22 — 2022/23). Играющий главный тренер «Меца» (2022/23). С сезона 2023/24 — игрок клуба «Торнадо Люксембург». Входит в тренерский штаб сборной Люксембурга.
Сын Иван (род. 2002) — игрок сборной Франции.

## Достижения
- Серебряный призёр чемпионата мира среди молодёжных команд (2000).
- Серебряный призёр чемпионата России (2005).
- Бронзовый призёр чемпионата России (2003, 2004).
- Чемпион Украины (2013)
- Чемпион Франции (2015)